# Туамотуанцы

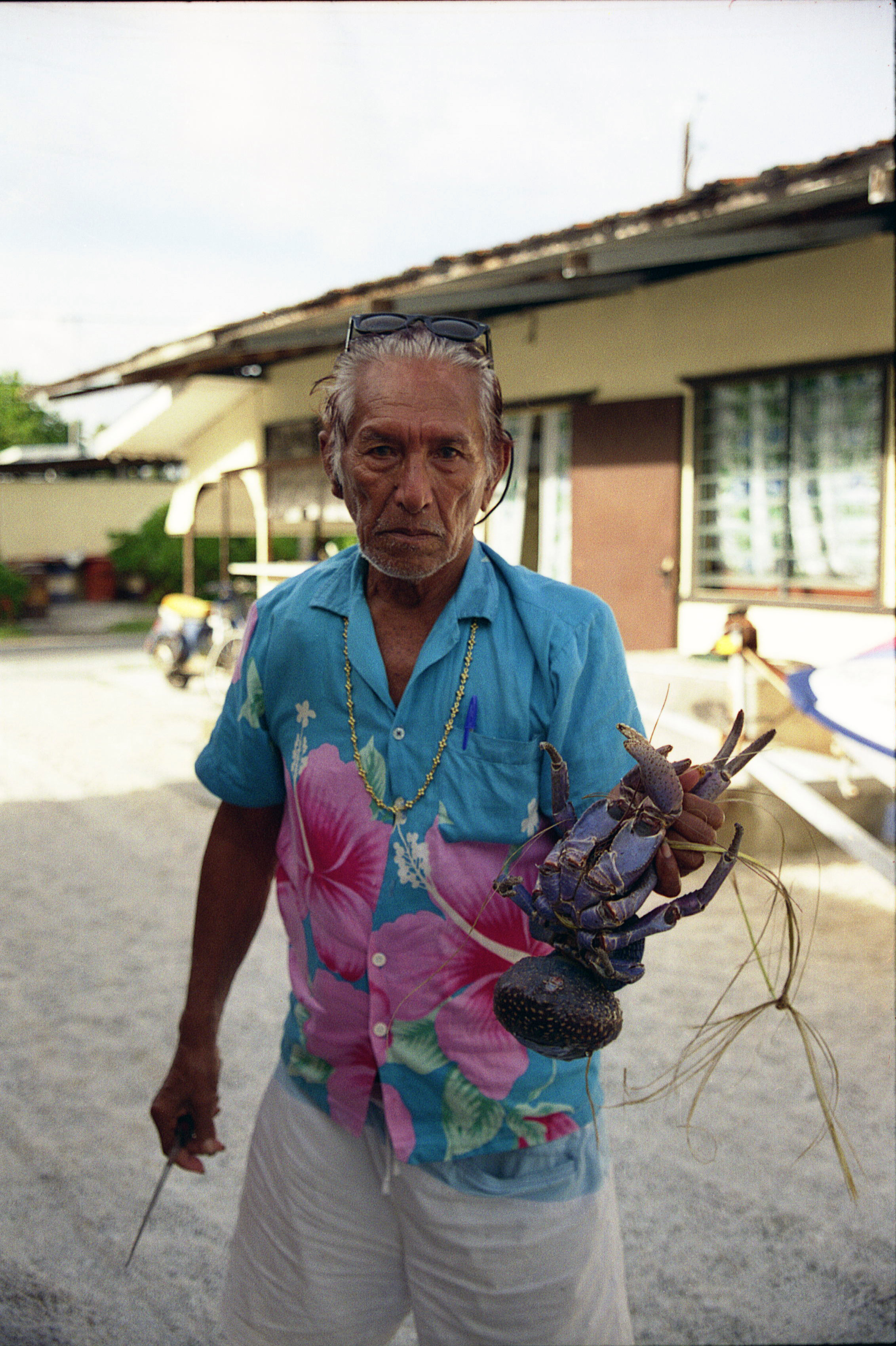
Представитель народа Туамоту

Туамотуанцы (туамоту, пуамоту) — один из полинезийских народов, наиболее близкий по языку и культуре таитянам.
Населяют архипелаг Туамоту, расположенный в непосредственной близости от островов Общества, состоящий только из одних коралловых атоллов. Численность — 6 тыс. человек. Язык — туамотуанский, полинезийской группы австронезийской семьи языков.

## Происхождение
Согласно новейшим исследованиям, предки полинезийцев прибыли на острова Океании из Южного Китая,  Юго-Восточной Азии или Индонезии в I тыс. до н. э. Предположительно, они двигались не одной волной и разделялись по разным направлениям. Вероятно, от них же в I тыс. н. э. отделились микронезийцы. Минуя берега островов Меланезии, они, видимо, первоначально обосновались на архипелагах Тонга и Самоа, а затем достигли островов Восточной Полинезии, то есть Островов Общества, Маркизских и Туамоту. Предполагается, что это было в 700—900 гг. Существуют и другие версии.

## Расселение
Из большого числа атоллов заселены не все. Вот наиболее крупные: Рангироа, Тикеи (Румянцева), Такапото (Спиридонова), Матаива (Лазарева), Такуме (Волконского), Макемо (Кутузова), Пукапука, Татакото, Ванавана, Тематанги, Нукутаваке и др.

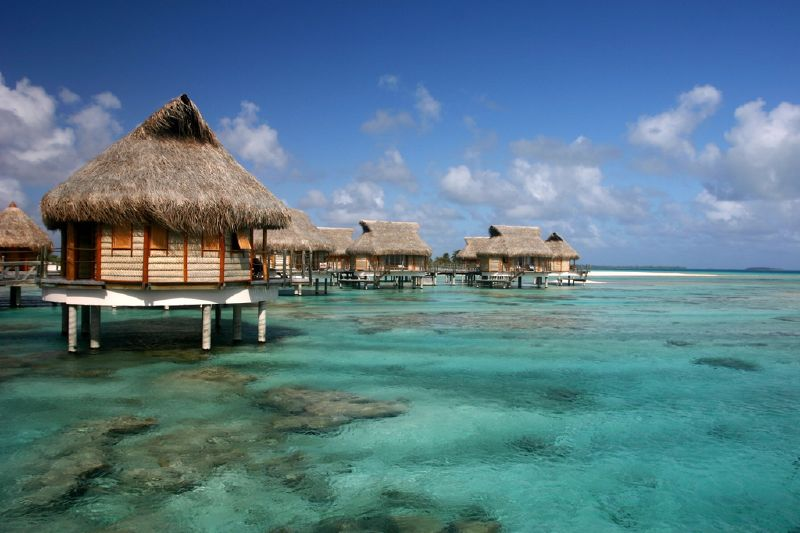
Жилища жителей

## Хозяйственная деятельность
Хозяйство туамотуанцев — общеполинезийского типа. Природные условия не позволяют получать от природы много. Собственно, атолл, это огромный коралловый риф с проходами, внутри которого находится довольно много мелких островков. Каждый из них — не выше метра над уровнем воды. В лагуне, внутри рифа, вода спокойна, а снаружи бурная. Часто бывают ураганы и тайфуны, которые могут снести целое поселение. Поэтому основой хозяйства здесь является рыболовство, собирание морепродуктов, ловля жемчуга. Очень почётна профессия ныряльщика. Уровень жизни туамотуанцев значительно ниже, чем других полинезийцев, отчего наблюдается миграция, чаще на Таити.